# Montivipera latifii
Montivipera latifii — вид отруйних змій родини гадюкових (Viperidae). Один із 7(8) видів роду гірських гадюк (Montivipera). Ендемік Ірану. Раритетний вид плазунів, занесений до Червоного списку МСОП.

## Етимологія
Гадюка названа на честь іранського герпентолога Махмуда Латіфі.

## Опис
Змія середнього розміру, самці до 78 см завдовжки, самиці менші — до 70 см завдовжки.

## Поширення
Вузькоареальний ендемік Ірану. Гадюка мешкає на півночі Ірану в горах Ельбурс у долині річки Лар. Площа проживання становить, ймовірно, менше 500 км².

## Особливості біології
Гадюки трапляються в сільській місцевості та гірських районах з луками, у кам'янистих і скелястих місцях з валунами вздовж дна скелі на краях долини Лар. Відкритих місць уникає. 
Montivipera latifii належить до яйцеживородних плазунів. Самиця влітку народжує від 5 до 10 дитинчат.

## Охорона
Вид занесений до Червоного списку МСОП (охоронна категорія: «вид перебуває в небезпечному стані»). Раніше гадюки мешкали в кількох густонаселених зараз районах Ірану — Аб-Аск, Афджех, Фірузкух, Гаджерех, Гачсар і Хавір. Наразі вони трапляються тільки у верхній частині долини річки Лар. Спостерігається постійне зменшення кількості дорослих особин, і вважається, що їх менше 2000 особин. Основною загрозою є надмірний відлов тварин професійними збирачами змій для використання їх у виробництві протизміїної сироватки.

## Практичне значення
Montivipera latifii використовується у фармацевтичній промисловості для вироблення протиотрути від укусів гадюк.